# 세스 모어헤드
세스 마빈 "모" 모어헤드(영어: Seth Marvin "Moe" Morehead, 1934년 8월 15일~2006년 1월 17일)는 미국의 프로 야구 선수로, 포지션은 투수였다. 5시즌 동안 메이저 리그 베이스볼(MLB)의 필라델피아 필리스, 시카고 컵스, 밀워키 브레이브스 등지에서 뛰었다. 주로 좌완 스페셜리스트로 기용되었다.
미국 텍사스주 휴스턴에서 태어났고, 슈리브포트의 C. E. 브라이드 고등학교를 다녔다. 195년 아마추어 FA 신분으로 필라델피아 필리스와 계약했다. 메이저 리그에서 통산 132경기에 출전(24선발), 5승 19패, 5세이브, 4.81의 평균자책점(ERA)를 기록했다.
선수로서 은퇴한 뒤에는 베일러 대학교에서 경영학 학위를 취득했고, 1999년 은퇴하기 전까지 36년간 은행에서 일했다. 루이지애나주 슈리브포트에서 71세의 나이로 사망했다.